# Ioulia Morozova
Pour les articles homonymes, voir Morozova.
Ioulia Konstantinovna Morozova (en russe : Юля Константиновна Морозова) (née Sedova le 8 janvier 1985 à Tcheliabinsk) est une ancienne joueuse de volley-ball russe. Elle mesure 1,92 m et jouait au poste de centrale. Elle a totalisé 53 sélections en équipe de Russie. Elle a terminé sa carrière en 2018.

## Clubs
| Club          | De        | À         |
| ------------- | --------- | --------- |
| Avtodor-Metar | 2000-2001 | 2010-2011 |
| Dinamo Moscou | 2011-2012 | 2017-2018 |

## Palmarès

### Équipe nationale
- Championnat d'Europe
  - Vainqueur : 2013.

### Clubs
- Coupe de Russie
  - Vainqueur : 2011, 2013.
  - Finaliste : 2012, 2016.
- Championnat de Russie
  - Vainqueur : 2016, 2017, 2018.
  - Finaliste : 2012, 2013, 2014, 2015.
- Supercoupe de Russie
  - Vainqueur : 2017.

### Distinctions individuelles
- Grand Prix Mondial de volley-ball 2011: Meilleure contreuse[1].
- World Grand Champions Cup féminine 2013: Meilleures centrales[2].